# Crematogaster ampla
Crematogaster ampla es una especie de hormiga acróbata del género Crematogaster, familia Formicidae. Fue descrita científicamente por Forel en 1912.
Habita en Bolivia, Brasil, Colombia, México, Panamá y Paraguay. Se ha encontrado a elevaciones que van desde los 5 hasta los 1000 metros de altura. Vive en diversidad de bosques en crecimiento y bordes de ríos, también en escarpas con vegetación xerófila. Frecuenta ramas muertas que se encuentran en los árboles y en los suelos, además de la vegetación baja.